# Solar do Unhão
Vista do conjunto a partir da Baía de Todos-os-Santos.
O Solar do Unhão e Capela Nossa Senhora da Conceição, ou Casa e Capela da Antiga Quinta do Unhão, ou simplesmente Quinta do Unhão, é um conjunto arquitetônico brasileiro localizado em Salvador. É integrado por um solar (o Solar do Unhão propriamente), pela Capela de Nossa Senhora da Conceição, um cais privativo, fonte, aqueduto, chafariz, senzala e um alambique com tanques.
Já funcionou como complexo agro-industrial e, na década de 1940, foi tombado pelo então Serviço do Patrimônio Histórico e Artístico Nacional (SPHAN). Posteriormente, foi adquirido pelo Governo do Estado e, desde a década de 1960, abriga o Museu de Arte Moderna da Bahia (MAM). A inauguração do MAM em 1969 sucedeu o trabalho de restauração da arquiteta Lina Bo Bardi, Com a instalação do museu, o espaço oferece banco de dados, biblioteca especializada, oito salas de exposição, sala de vídeo e teatro-auditório.

## História
Em 1584, Gabriel Soares de Souza doa aos padres beneditinos o terreno correspondente ao Solar do Unhão, onde se encontrava a fonte que perpetuou seu nome.
Em 1690, residiu no local o Desembargador Pedro Unhão Castelo Branco, que vendeu a propriedade, em 1700, a José Pires de Carvalho e Albuquerque (o velho), que ali estabeleceu morgado, conduzindo a propriedade à sua fase áurea: datam do século XVIII os painéis de azulejo português e o chafariz. A primeira referência à capela data de 1740, por ocasião do batizado de uma de suas netas, sendo a fachada atual do templo, em rococó tardio, datada do século XIX.

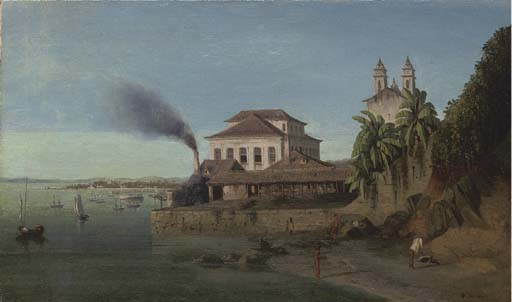
Solar do Unhão, com a Igreja de Nossa Senhora da Conceição da Praia, Salvador da Bahia, de François-René Moreaux.

Com o declínio da economia açucareira, o Solar foi arrendado, período em que passou por um processo de relativo declínio. No início do século XIX, a propriedade pertencia a Antônio Joaquim Pires de Carvalho e Albuquerque, Visconde da Torre de Garcia D'Avila, sendo utilizada como residência urbana da família. Ainda no século XIX, o casarão foi ampliado com a construção do último pavimento. Nas instalações do engenho de açúcar funcionou uma fábrica de rapé, entre os anos de 1816 e 1926, e trapiche, em 1928. A edificação serviu ainda de depósitos de mercadorias destinadas ao porto de Salvador e, mais tarde, serviu como quartel para os fuzileiros navais que serviram na Segunda Guerra Mundial.

### Restauração

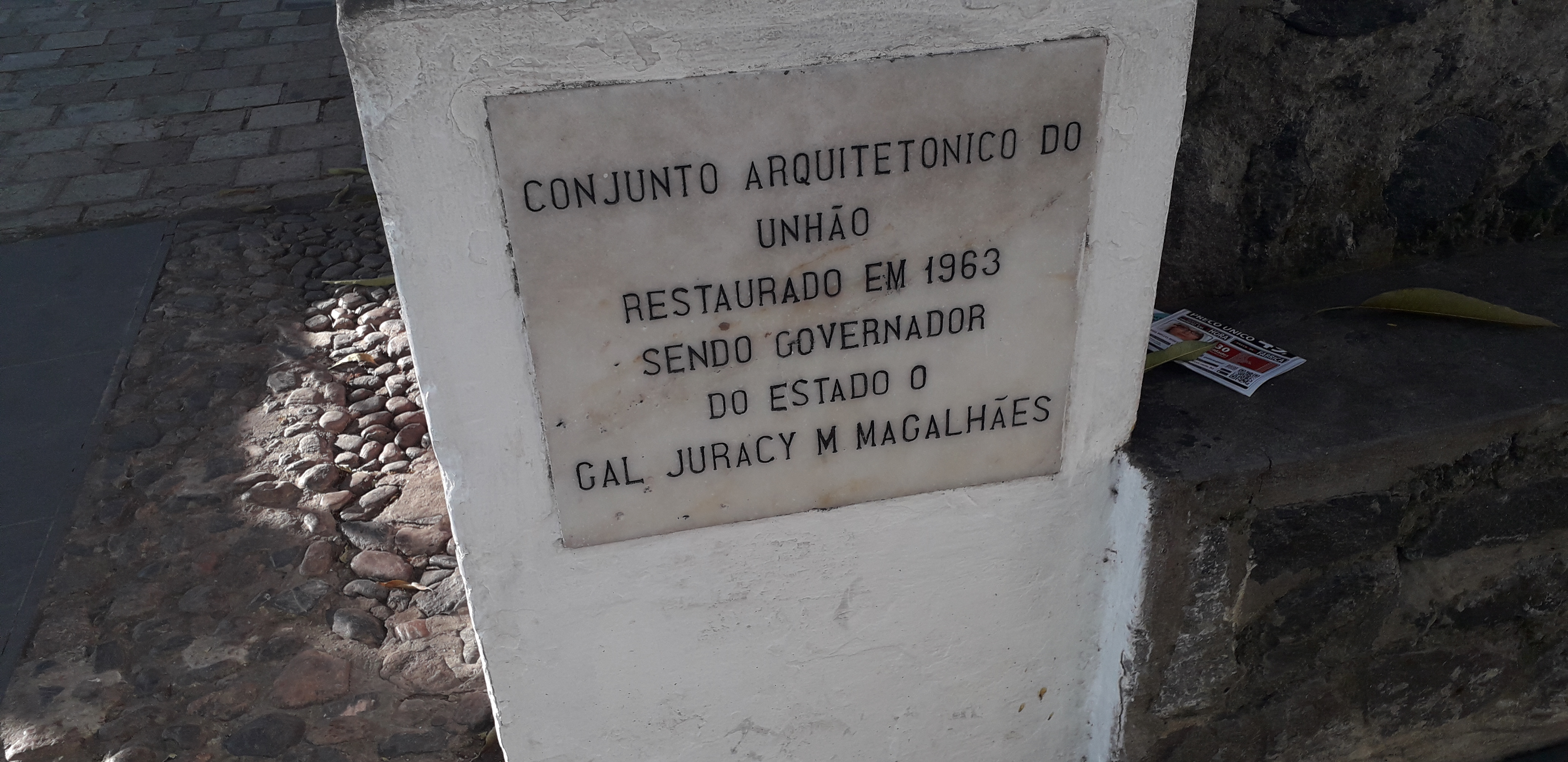
Placa referente à restauração de 1963

Lina Bo Bardi, em 1959, foi convidada a fundar e dirigir o Museu de Arte Moderna da Bahia, mas, anteriormente, já havia demonstrado interesse em restaurar o "Conjunto do Unhão"  ou "Trapiche Unhão" e, com Martim Gonçalves, diretor da Escola de Teatro da Universidade da Bahia, buscou recursos em São Paulo, junto ao industrial Francisco Matarazzo para recuperar o Solar. Sem conseguir os recursos planejados, passou a investir num modo de incorporar o Conjunto do Unhão ao Museu de Arte Moderna da Bahia que, naquela época, ocupava o espaço do Teatro Castro Alves. Tinham a ideia de construir um teatro experimental, diferentemente do projeto original do teatro.

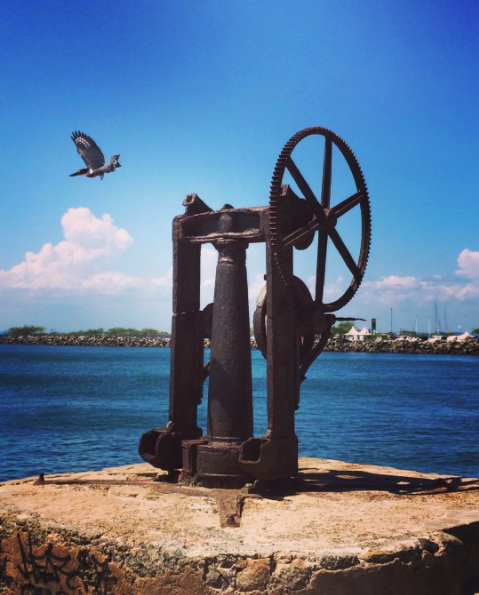
Equipamento mantido na restauração, quebra-mar da Bahia Marina ao fundo.

Em 1962, o governador da Bahia, Juracy Magalhães, colocaria em prática o projeto de construção da Avenida do Contorno, ligando o bairro da Barra ao Comércio, na Cidade Baixa, passando pelo meio do Solar do Unhão. Graças ao engenheiro agrônomo e arquiteto, Diógenes Rebouças, chegou-se a um  traçado que não interferiria no conjunto do Solar do Unhão e, com a aprovação e escolha do seu projeto pelo governo baiano, o Solar foi desapropriado para que Lina Bo Bardi o restaurasse e instalasse ali o Museu de Arte Moderna. A obra da avenida do Contorno e o restauro do Solar aconteceram ao mesmo tempo, em agosto de 1962 e, em março de 1963,  em menos de um ano, estava praticamente pronto.
Apesar das polêmicas em torno do projeto, levantadas pelo Serviço do Patrimônio Histórico e Artístico Nacional (SPHAN), Lina Bo Bardi levou em conta não só as características originais do Conjunto do Unhão, mas também a sua função industrial e agrícola no decorrer do tempo, levando-a a conservar equipamentos como trilhos, monta-cargas e guindastes, mas também azulejos coloniais, e eliminar o que considerava acréscimentos como, por exemplo, uma construção no fundo e nas laterais da igreja, assim como um galpão. O projeto de restauro de Lina Bo Bardi para o Solar do Unhão pode ser considerado precursor no Brasil no quesito conservação de edifícios industriais e sua adaptação a novos usos.

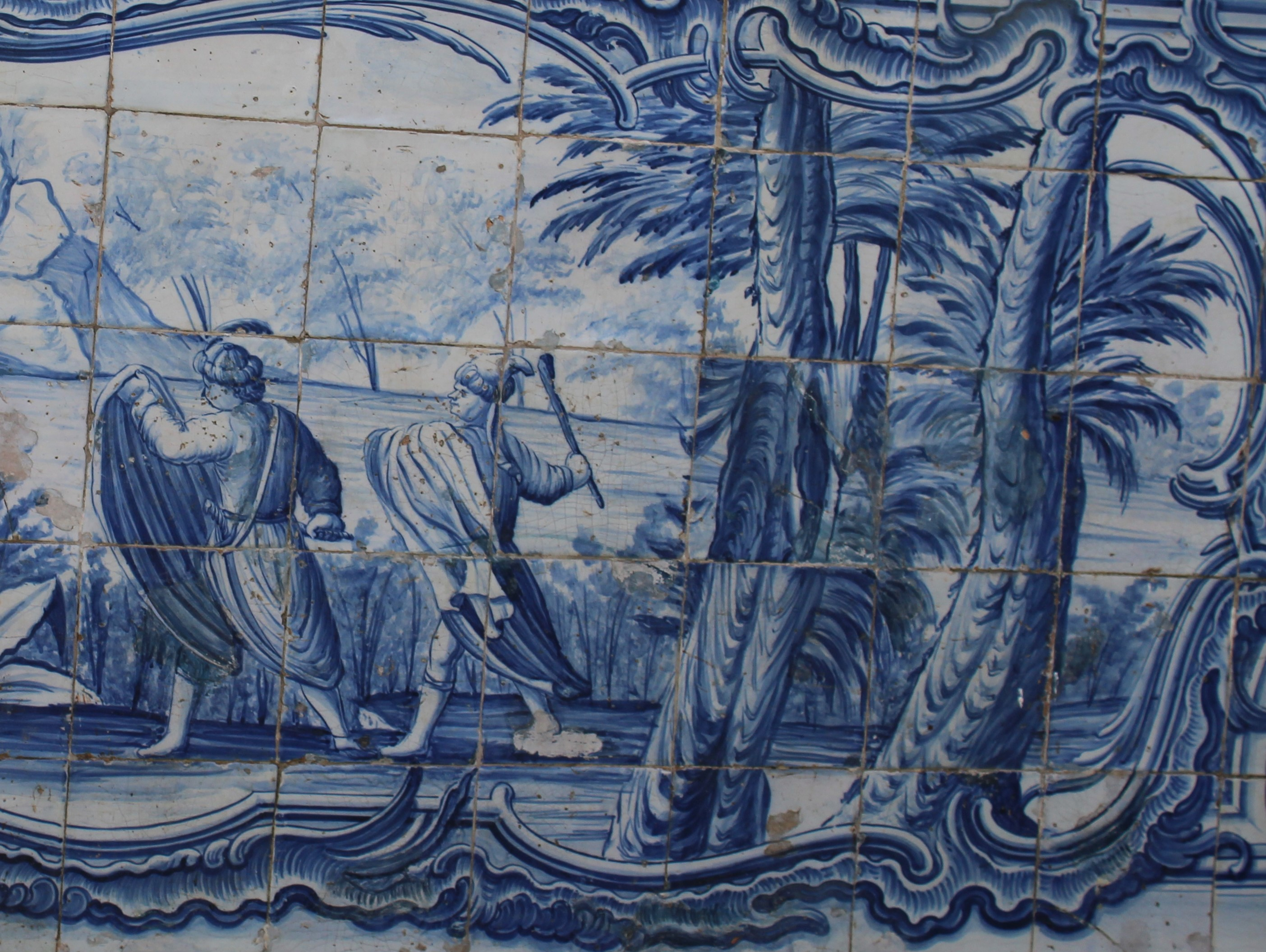
Detalhe do painel de azulejos

Sobre o projeto do solar do Unhão Lina disse:

O Museu de Arte Popular do Unhão, não foi pensado como Museu Folclórico, isto é: documentação estética da cultura popular julgada pela 'alta' cultura.

Devia ter sido o Museu de 'Arte' como 'Artes', isto é, o 'fazer', os 'fatos', os acontecimentos do cotidiano.— Lina Bo Bardi

## Características

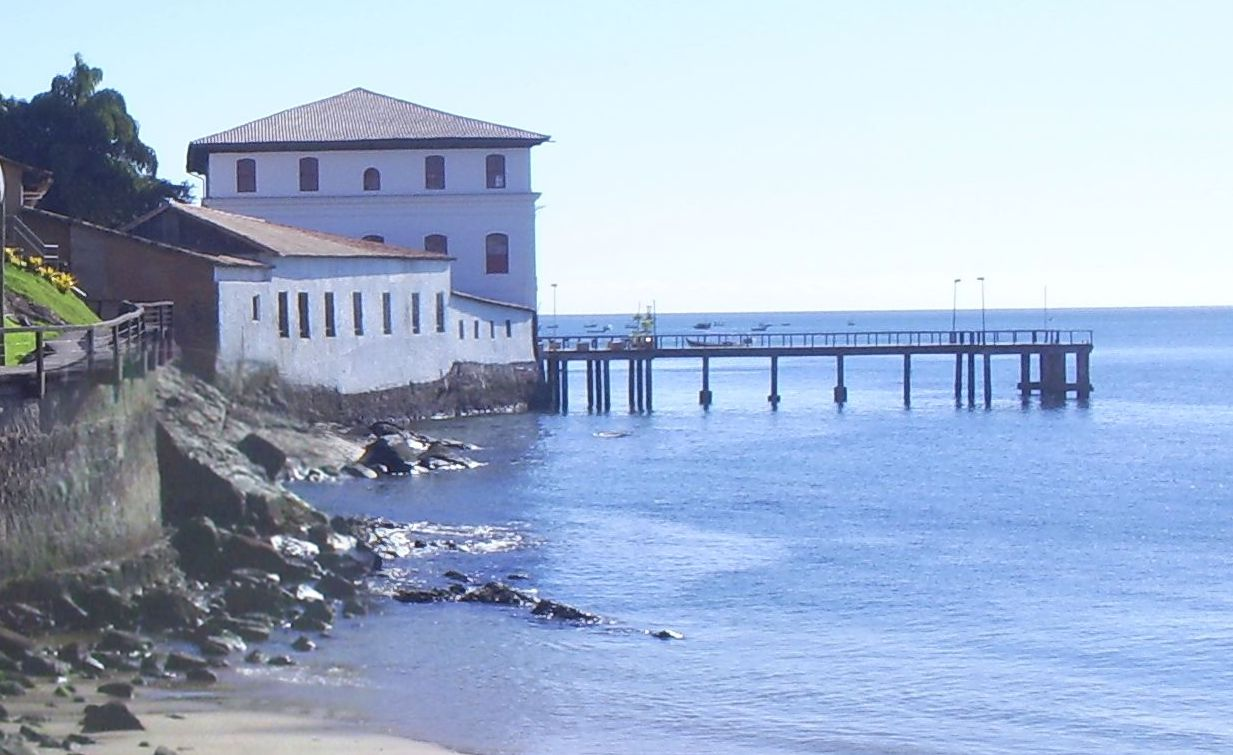
Solar do Unhão, vista lateral com seu píer.

As dependências da antiga senzala encontram-se requalificadas como restaurante especializado em culinária da Bahia.
O Solar sedia o Museu de Arte Moderna, que conta com um acervo de arte contemporânea abrangente, com cerca de mil obras, com destaque para trabalhos de Tarsila do Amaral, Cândido Portinari, Flávio de Carvalho, Di Cavalcanti, Rubem Valentim, José Pancetti, Carybé, Mário Cravo e Sante Scaldaferri.
Na área externa, o visitante encontra o chamado Parque das Esculturas, uma exposição a céu aberto inaugurada em 1998. À beira-mar encontram-se obras contemporâneas de autoria de Bel Borba, Carybé, Chico Liberato, Emanoel Araújo, Fernando Coelho, Juarez Paraíso, Mário Cravo Júnior, Mestre Didi, Sante Scaldaferri, Siron Franco, Tati Moreno e Vauluizo Bezerra. Carybé foi o autor do gradil que cerca o espaço e também assina o projeto de um painel de concreto, localizado na parte final do jardim e do portal de entrada. A estrutura em ferro representa o Sol e estilizações do acarajé.